# Santiago do Cacém
Santiago do Cacém (sɐ̃ti'agu du kɐ'sɐ̃ĩ) è un comune portoghese di 31 105 abitanti situato nel distretto di Setúbal.
La cittadina dell'Alentejo è disposta su una collina sulla cui sommità si trova in posizione dominante il castello di origine araba e ricostruito dai Templari con doppia cinta di mura turrite. A fianco del castello c'è la Igreja Matrix del XIII secolo ricostruita alla fine del XVIII. Nel centro dell'abitato c'è il Museu Regional con una sezione riguardante la produzione del sughero. A 2 km si trovano le rovine dell'antico insediamento romano di Mirobriga.

## Società

### Evoluzione demografica
| Popolazione di Santiago do Cacém (1801 – 2004) | Popolazione di Santiago do Cacém (1801 – 2004) | Popolazione di Santiago do Cacém (1801 – 2004) | Popolazione di Santiago do Cacém (1801 – 2004) | Popolazione di Santiago do Cacém (1801 – 2004) | Popolazione di Santiago do Cacém (1801 – 2004) | Popolazione di Santiago do Cacém (1801 – 2004) | Popolazione di Santiago do Cacém (1801 – 2004) | Popolazione di Santiago do Cacém (1801 – 2004) |
| ---------------------------------------------- | ---------------------------------------------- | ---------------------------------------------- | ---------------------------------------------- | ---------------------------------------------- | ---------------------------------------------- | ---------------------------------------------- | ---------------------------------------------- | ---------------------------------------------- |
| 1801                                           | 1849                                           | 1900                                           | 1930                                           | 1960                                           | 1981                                           | 1991                                           | 2001                                           | 2004                                           |
| 6854                                           | 8045                                           | 18576                                          | 25878                                          | 33579                                          | 29191                                          | 31475                                          | 31105                                          | 30203                                          |

## Freguesias
- Abela
- Alvalade
- Cercal do Alentejo
- Ermidas-Sado
- Santa Cruz
- Santiago do Cacém
- São Bartolomeu da Serra
- São Domingos
- São Francisco da Serra
- Vale de Água
- Vila Nova de Santo André

## Luoghi di culto
- Abela
- Alvalade
- Cercal
- Ermidas-Sado
- Santa Cruz
- Santiago do Cacém
- Santo André
- São Bartolomeu da Serra
- São Domingos
- São Francisco da Serra
- Vale de Água